# Funkwhale
Funkwhale és un servidor de música lliure en streaming, auto allotjat i federat creat el 2015 per l'Agate Berriot com a alternativa d'auto allotjament a Grooveshark. On cada usuari disposa d'una biblioteca pròpia on afegir els audios i si vol compartir-les amb altres usuaris de la de la mateixa instància o d'una altra.
Des del 2018, el projecte suporta el protocol ActivityPub, que permet l'intercanvi de biblioteques de música entre instàncies. Encara que la federació no estava prevista originalment. Les biblioteques eren gestionades originalment pels administradors d'una instància, però ara s'adhereixen a un compte concret. Encara que previst, al 2019 el servei encara no permet utilitzar etiquetes amb els fitxers d'àudio. La lectura pública tampoc no és possible sense crear un compte en una instància.
Entre les seves funcionalitats destaca que és possible marcar les cançons preferides i crear llistes de reproducció personalitzades. Quan s'està connectat a una instància és possible escoltar les pistes de totes les instàncies federades a través d'un sistema d'emmagatzematge a la memòria cau de la instància.
El servei és compatible amb l'APS Subsonic, que permet escoltar àudios de diferents aplicacions que admeten aquest protocol i escoltar-les en línia o fora de línia en un telèfon intel·ligent, un centre multimèdia o qualsevol dispositiu que pugui fer funcionar una aplicació compatible.
Pel que fa al funcionament, utilitza el llenguatge Python i Django. La interfície per defecte està escrita amb JavaScript i Vue.js. La federació es basa amb el protocol ActivityPub. I una API REST gestiona la biblioteca de música i els comptes d'usuari.